# Zhang Cong
Zhang Cong (em chinês:  张 潀; Tangshan, 3 de maio de 1990) é uma jogadora de polo aquático chinesa.

## Carreira
Zhang fez parte da equipe da China que finalizou na sétima colocação nos Jogos Olímpicos de 2016, no Rio de Janeiro.